# 奧爾良卡 (庫皮揚斯克區)
49°41′11″N 37°55′47″E / 49.68639°N 37.92972°E
奧爾良卡（烏克蘭語：Орлянка）是位於烏克蘭東部的村莊，由哈爾科夫州庫皮揚斯克區的彼得罗巴甫利夫卡市镇負責管轄。該村始建於1935年，面積0.32平方公里，海拔高度187米，2001年人口185，人口密度每平方公里583.6人。